# 豬嘴彎頜象鼻魚
豬嘴彎頜象鼻魚，為輻鰭魚綱骨舌魚目象鼻魚科彎頜象鼻魚屬的其中一種。分布於非洲剛果河流域，棲息於水底，具有發電器官，用來偵測獵物，體長可達37公分。

## 外部連結
- 豬嘴彎頜象鼻魚的圖片 （页面存档备份，存于）